# Botunja (Brus)
Botunja (em cirílico: Ботуња) é uma vila da Sérvia localizada no município de Brus, pertencente ao distrito de Rasina. A sua população era de 307 habitantes segundo o censo de 2011.

## Demografia
| 1948 | 1953 | 1961 | 1971 | 1981 | 1991 | 2002 | 2011 |
| ---- | ---- | ---- | ---- | ---- | ---- | ---- | ---- |
| 672  | 673  | 649  | 580  | 522  | 439  | 373  | 307  |